# Amphicallia tigris
Amphicallia tigris är en fjärilsart som beskrevs av Butler 1892. Amphicallia tigris ingår i släktet Amphicallia och familjen björnspinnare. Inga underarter finns listade i Catalogue of Life.